# Ksar Bir Lahmar
Ksar Bir Lahmar ou Ksar Ababsa est un ksar de Tunisie situé à Bir Lahmar dans le gouvernorat de Tataouine.

## Localisation
Le ksar est situé dans le centre de Bir Lahmar, sur la route reliant Médenine à Tataouine. Il a une forme carrée d'environ 115 mètres de côté.

## Histoire
Le site est récent puisqu'il est aménagé en 1960. Des portes sont ajoutées en 1980 puis la cour est goudronnée en 1992.

## Aménagement
Le ksar compte 118 ghorfas sur un seul étage. Leur façade est blanchie à la chaux et leurs portes peintes en bleu. La cour est occupée par un magasin et un bloc sanitaire.
Herbert Popp et Abdelfettah Kassah considèrent que le nom de ksar est inapproprié puisque le site est utilisé dans un but commercial avec un souk hebdomadaire.